# 발라다아고르디나
발라다아고르디나 (Vallada Agordina, 라딘어: Valada)는 이탈리아 베네토주의 벨루노도에 위치한 코무네 (지방자치단체)이다. 베네치아에서 북서쪽 약 110 킬로미터 (68 mi), 벨루노에서 북서쪽 35 킬로미터 (22 mi) 거리에 있다.
발라다아고르디나는 카날레다고르도, 첸체니게아고르디노, 로카피에토레, 산토마소 아고르디노 등과 경계를 맞대고 있다.
이곳의 산 시몬 교회는 파리스 보르도네의 프레스코(1549)로 장식되어 있다.

## 자매 도시
발라다아고르디나는 다음과 자매 도시를 맺고 있다:
- 브라질 마사란두바, 2011년 이래